# Blepharis petalidioides
Blepharis petalidioides är en akantusväxtart som beskrevs av K. Vollesen. Blepharis petalidioides ingår i släktet Blepharis och familjen akantusväxter. Inga underarter finns listade i Catalogue of Life.